# Abu Madi
Abu Madi è un gruppo di tumuli di tell preistorici neolitici del Sinai meridionale, in Egitto.

## Descrizione
Si trova ad est del Monastero di Santa Caterina, ai piedi di un crinale in granito. È stato ipotizzato che si sia trattato di un accampamento stagionale di gruppi di cacciatori e raccoglitori, e che contenga i resti di due principali insediamenti: Abu Madi I e Abu Madi III. Abu Madi I è un piccolo sito contenente i resti parzialmente incendiati di un edificio alto 4 metri, contenente residui alti 1,3 metri. Abu Madi III è un'area di circa 20 m2, scavata nei pressi di un grande masso. Sono state trovate abitazioni con, nelle vicinanze, silo in pietra. Fu scavato la prima volta all'inizio degli anni ottanta da Ofer Bar-Yosef.

## Cultura
La cultura che li abitò è stata chiamata Entità di Abu Madi, e mostra le caratteristiche natufiane di un insediamento temporaneo, anche se è almeno parzialmente contemporaneo delle culture del neolitico preceramico del Levante, poste molto più a settentrione. Il sito è stato datato approssimativamente tra i 10100 ed i 9700 anni fa, o tra i 9660 ed i 9180 anni fa, con una datazione che varia tra il 9750 ed il 7760 a.C.. A giudicare da questa datazione al carbonio, Abu Madi sarebbe una forma della fase finale della cultura di El Khiam. È stato ipotizzato che le case rinvenute ospitassero piccoli gruppi di famiglie nucleari in puro stile natufiano. Sono state recuperate un gran numero di selci scheggiate, tra cui un nuovo tipo di testa di freccia aerodinamica nota come punta di Abu Madi, caratterizzata da forme ovali o romboidali allungate, occasionalmente con un piccolo codolo. Punte di El Khiam furono trovate anche con base profondamente concave, ed è stato suggerito che siano state usate per cacciare animali quali gazzelle e capre selvatiche. Si crede che Abu Madi sia tra i dieci probabili centri di nascita dell'agricoltura, ed è stata utilizzata in statistica per determinare la velocità di diffusione in Europa.